# Castiarina maculifer
Castiarina maculifer es una especie de escarabajo del género Castiarina, familia Buprestidae. Fue descrita científicamente por Kerremans en 1903.